# Incredibile viaggio verso l'ignoto
Incredibile viaggio verso l'ignoto (Escape to Witch Mountain) è un film del 1975 diretto da John Hough, tratto dal romanzo Escape to Witch Mountain di Alexander Key.

## Trama
Due fratellini, Tony e Tia, rimasti orfani dei loro genitori adottivi, i coniugi Malone, sono accolti in un orfanotrofio nel quale devono sforzarsi di nascondere le loro strane facoltà: Tony può controllare a distanza oggetti inanimati suonando un'armonica a bocca, mentre la sorellina Tia può conversare telepaticamente col fratello, comunicare con gli animali e prevedere eventi sfavorevoli futuri prima che accadano. Tia, inoltre, non si separa mai dal suo "cofanetto con le stelle", una scatola con il disegno di due stelle sul coperchio esterno. I due bambini non hanno ricordi del periodo precedente l'adozione.
Durante una passeggiata all'esterno, Tia ha la premonizione di un grave incidente che avrebbe coinvolto un'automobile; il proprietario dell'automobile, che si è salvato grazie all'avvertimento della bambina, è Lucas Deranian, avvocato di Aristotle Bolt, un miliardario ossessionato dai fenomeni paranormali. Più tardi, Deranian informa Bolt dell'accaduto e Bolt gli ordina di ottenere la  disponibilità dei bambini. Deranian ricerca notizie sui due bambini, si presenta quindi all'orfanotrofio come il loro zio materno, chiedendone quindi l'affidamento e li conduce infine nella sontuosa villa di Bolt.
Tia e Tony, sebbene fin dall'inizio siano sospettosi dei fini di Bolt, sono attratti dai doni e dai divertimenti presenti nella villa del miliardario. Attraverso delle telecamere presenti in ogni stanza, Bolt e Deranian verificano le straordinarie facoltà dei bambini. Infine il miliardario li invita a mettere le loro facoltà paranormali a disposizione della sua impresa finanziaria, per favorire la ricerca di giacimenti minerari e petroliferi, previsioni sull'andamento della borsa valori, eccetera. Alla fine Bolt rivela ai bambini che ha monitorato il loro comportamento attraverso un sistema televisivo a circuito chiuso, che lui e Deranian conoscono completamente i loro poteri paranormali e, nel caso non volessero collaborare, verrebbero additati alla popolazione come stregoni. Dopo questa rivelazione, Tia e Tony decidono di fuggire dalla villa di Bolt sfruttando l'abilità di Tia nel controllare il comportamento degli animali: un cavallo selvaggio, cani da guardia e perfino un gatto, utilizzato per neutralizzare un guardiano allergico ai gatti.
Bolt invia Deranian e un delinquente, Ubermann, alla ricerca dei due bambini; chiede inoltre l'aiuto della polizia, offre una taglia a chi dovesse trovarli e sovrintende le ricerche dall'alto di un elicottero. Tia e Tony si nascondono nel camper di Jason O'Day, un anziano signore scontroso. Inizialmente Jason vorrebbe allontanare i bambini; ma accortosi dell'imponente dispiego di forze messo in atto per la ricerca di due fratelli piccoli e indifesi, Jason presta loro aiuto nascondendoli e allontanandoli dagli uomini di Bolt. Quando i bambini si separano da Jason per un breve periodo di tempo, sono imprigionati da uno sceriffo, ma evadono grazie ai loro poteri. Lo sceriffo raduna gli abitanti del luogo perché partecipino alla ricerca di due esseri demoniaci.
Nel frattempo nella mente di Tia affiorano gradatamente vaghi ricordi di un naufragio nel quale erano stati coinvolti nel periodo precedente l'adozione. Quando i ricordi diventano più precisi, Tony e Tia capiscono che erano naufragati non da un natante, ma da un veicolo spaziale e che quindi sono in realtà degli extraterrestri; l'immagine delle due stelle sul cofanetto di Tia rappresenterebbe una stella binaria del sistema attorno al quale gravitava il loro pianeta di origine dal quale erano fuggiti per una catastrofe ecologica. Jason accetta di portare i bambini in cima a una montagna chiamata Montagna Stregata, ritenuta tradizionalmente sede di fenomeni inspiegabili. Accompagnati da Jason, i due piccoli riescono a eludere la sorveglianza degli inseguitori, giungono alla Montagna Stregata dove trovano ad accoglierli un loro congiunto, lo Zio Bené, il quale li trasporterà con un UFO nel luogo in cui sono riuniti gli altri esseri provenienti dallo stesso pianeta di origine.

## Accoglienza
Il film fu uno dei maggiori successi fra i film live action prodotti dalla Walt Disney Pictures.

## Opere derivate
Il film ebbe un seguito nel 1978 (Ritorno dall'ignoto, diretto dallo stesso John Hough) e un remake nel 1995 (La montagna della strega, Escape to Witch Mountain) diretto da Peter Rader). Un altro rifacimento dal titolo Corsa a Witch Mountain (Race to Witch Mountain) è stato realizzato nel 2009 con Dwayne Johnson come protagonista.